# Kaplna
Kaplna (bis 1996 slowakisch „Kaplná“; deutsch Kapellen, ungarisch Erzsébetkápolna – bis 1907 Kápolna) ist eine Gemeinde im Okres Senec innerhalb des Bratislavský kraj in der Slowakei.

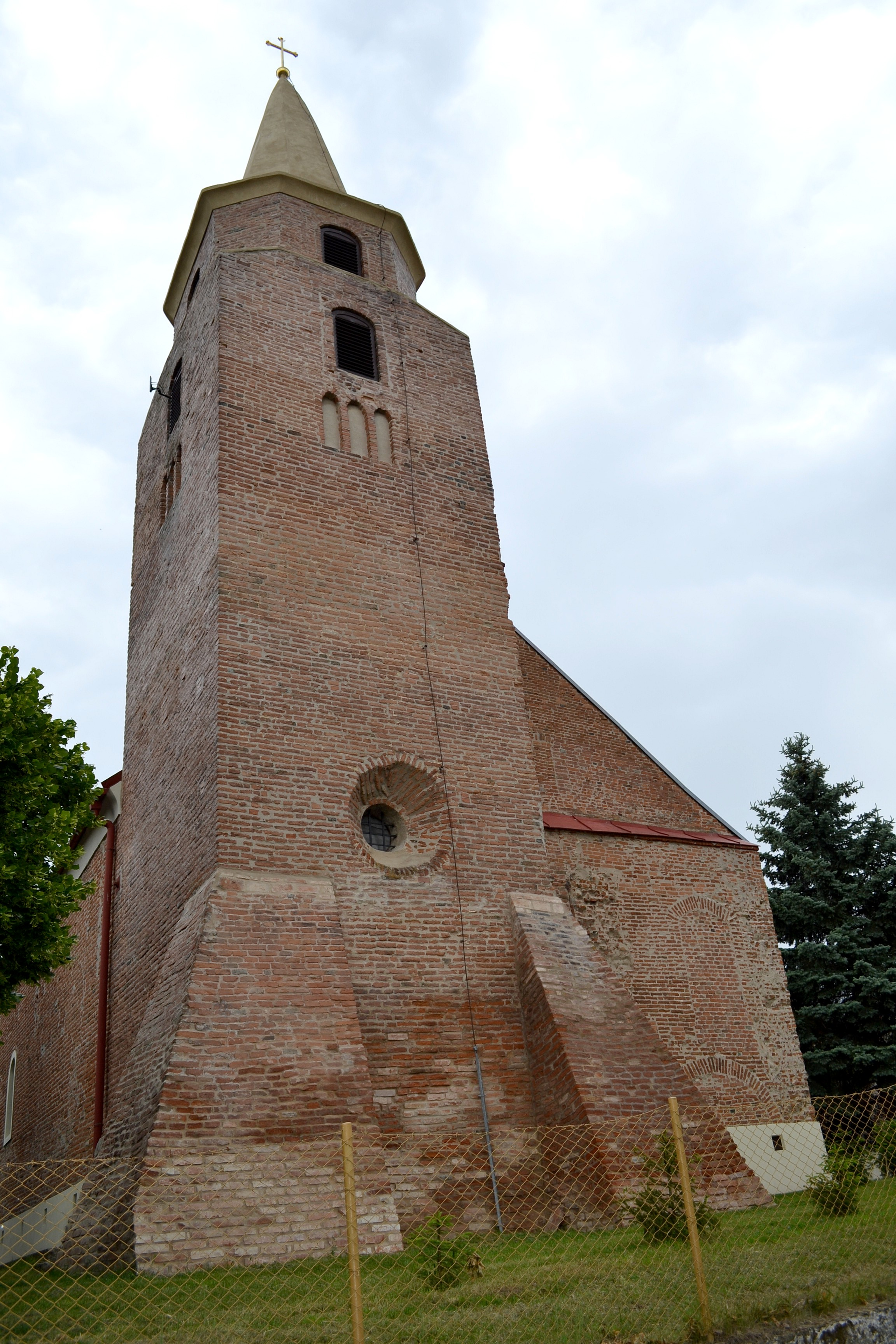
Elisabethkirche

## Geographie
Der Ort liegt im Donautiefland am Bach Vištucký potok, 11 km nordöstlich der Stadt Senec und 15 km südwestlich von Trnava gelegen. Er liegt an der Hauptstraße 61 und bildet mit Nachbargemeinden Báhoň und Igram quasi eine Einheit.

## Geschichte
Der Ort wurde zum ersten Mal 1244 schriftlich erwähnt und wuchs um die bestehende romanische Kirche der heiligen Elisabeth. Die Namen für die Gemeinde sind aus dem lateinischen Capulna abgeleitet. Seit dem 16. Jahrhundert gehörte sie zum Herrschaftsgut von Burg Rotenstein. 1530 wurde der Ort durch einen osmanischen Angriff zerstört und seit der Hälfte des 16. Jahrhunderts durch kroatische Siedler besiedelt.
Bis 1918 lag der Ort im Komitat Pressburg im Königreich Ungarn, danach kam er zur neu entstandenen Tschechoslowakei. 1974–1990 war die Gemeinde mit dem Nachbarort Igram ein Teil von Báhoň.

## Bevölkerung
| Jahr                | 1994 | 2004    | 2014    | 2024     |
| ------------------- | ---- | ------- | ------- | -------- |
| Anzahl der Personen | 707  | 719     | 739     | 961      |
| Unterschied         |      | +1,69 % | +2,78 % | +30,04 % |

| Jahr                | 2023 | 2024    |
| ------------------- | ---- | ------- |
| Anzahl der Personen | 950  | 961     |
| Unterschied         |      | +1,15 % |

## Kultur
- Siehe auch: Liste der denkmalgeschützten Objekte in Kaplna